# LGA 1851

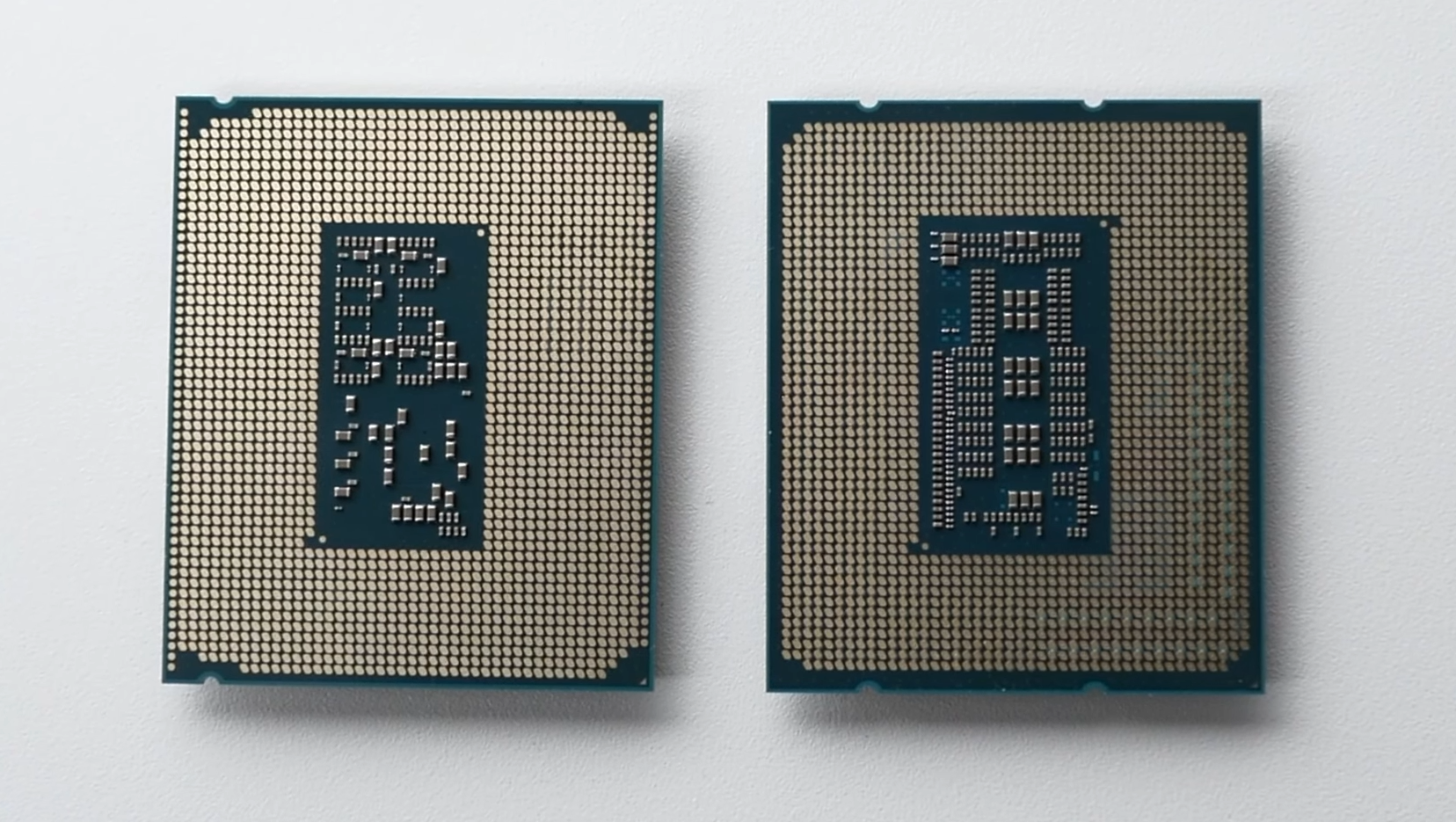
Intel Core 9 Ultra 285K（左，LGA 1851）與i9-14900K（右，LGA 1700）兩款CPU的接觸點與防呆缺口之比較

LGA 1851，代號Socket V1，是由英特爾公司（Intel）所設計的CPU插座。此插座供2024年上市之Arrow Lake及Meteor Lake-PS微架構電腦處理器使用，採平面网格阵列封装（LGA）設計，針腳數1851個，較前一代LGA 1700有所增加。
它提供20個PCIe 5.0通道（x16 用於擴充卡，x4 用於儲存），和另外4個PCIe 4.0通道用於儲存。與前代產品（LGA 1700）不同，LGA 1851不再支援DDR4記憶體，只支援DDR5記憶體。
LGA 1851與LGA 1700的插槽尺吋與散熱器孔位相同，散熱器可相容，但LGA 1851的發熱點與LGA 1700相比略有偏移，因此水冷散熱器的進水與出水口方向需調整，以達到較佳的散熱效果。